# Oncocnemis pallidior
Oncocnemis pallidior är en fjärilsart som beskrevs av Barnes 1928. Oncocnemis pallidior ingår i släktet Oncocnemis och familjen nattflyn. Inga underarter finns listade i Catalogue of Life.